# Nyaa Torrents
Nyaa Torrents (được đặt theo tên từ tượng thanh Nhật Bản cho tiếng kêu của mèo) là một trang web BitTorrent tập trung vào các phương tiện truyền thông Đông Á (Nhật Bản và Trung Quốc / hoặc Hàn Quốc). Đây là một trong những mục lục torrent công cộng lớn nhất dành riêng cho anime.
Vào năm 2011, một số người dùng trang web đã trở thành mục tiêu cho các cáo buộc vi phạm bản quyền. Trang web này là mục tiêu của một cuộc tấn công DDoS lớn vào đầu tháng 9 năm 2014.
Vào đầu năm 2017, Nyaa đã được xếp hạng trang web phổ biến thứ 1000 trên Internet.
Vào ngày 1 tháng 5 năm 2017, tên miền .se, .eu và .org của nó đã bị hủy kích hoạt. Người kiểm duyệt trang web sau đó xác nhận rằng chủ sở hữu đã gỡ bỏ nó một cách tự nguyện.
Trong những tuần tiếp theo, một số phân nhánh dựa trên một phần mã nguồn nyaa và các cơ sở dữ liệu torrent đã được đưa vào hoạt động. Mỗi trang đều sử dụng từ 'nyaa' trong tên trang.
Vào giữa năm 2017, TorrentFreak đã báo cáo rằng Goodlabs có trụ sở ở Đức đã đưa ra một phiên bản giả mạo của trang.eu và đang cố gắng dụ người dùng tải xuống phần mềm độc hại.
Vào giữa năm 2018, hai nhánh chính còn sống sót có tên miền .si và .cat. Vào đầu năm 2019, tên miền.si của Nyaa đã được xếp hạng khoảng 500 và tên miền.cat khoảng 12.000 trong số các trang web phổ biến nhất trên Internet.
 